# FC 08 홈부르크
FC 08 홈부르크(FC 08 Homburg)는 1908년에 창단된 독일 자를란트주 홈부르크를 연고로 하는 축구 클럽이다.

## 선수 명단

### 현역
참고: FIFA 자격 규정에 따라 소속된 국가대표팀 국기를 표시합니다. 선수는 복수의 FIFA 비회원국 국적을 가지고 있을 수 있습니다.
| 번호 | 포지션 | 국적 | 이름          |
| ---- | ------ | ---- | ------------- |
| 12   | GK     |      | 톰 크레치마어 |

| 번호 | 포지션 | 국적   | 이름          |
| ---- | ------ | ------ | ------------- |
| 23   | MF     |        | 레온 페토     |
| 24   | DF     | 튀니지 | 람지 페르자니 |

### 역대
1. 1 2  “Waldstadion Homburg”. 《fc08homburg.de》 (독일어).